# Операція «Мемфіс»
Опера́ція «Ме́мфіс» (англ. Mission Memphis) — складова частина Нормандської повітрянодесантної операції, яка була проведена американськими повітрянодесантними військами 7 червня 1944 з метою постачання вантажів та майна особовому складу 101-ї повітрянодесантної дивізії.

## Постачання вантажів101-ї дивізії— місія «Мемфіс»
| Серія | Завдання   | Формування ВТА           | Кіл-сть літаків C-47 | Аеродром зльоту    | Площадка приземлення | Час десантування |
| 42    | постачання | 440-а тактична група ВТА | 62                   | Уелфорд (база ВПС) | LZ «E»               | 06:32            |
| 43    | постачання | 442-а тактична група ВТА | 63                   | Мембарі (база ВПС) | LZ «Е»               | 06:38            |

Після висадки основних сил десанту протягом 6—7 червня, командування союзників розпочало виконання двох операцій з постачання вантажів на поле бою. Операції під назвою «Фріпорт» (для військ 82-ї дивізії) та «Мемфіс» (для 101-ї дивізії) були проведені зранку 7 числа. Транспортні літаки прямували головним чином через позиції плацдарму «Юта» й зазнавали суттєвих втрат та пошкоджень від стрільби противника з землі.[джерело?]
Доставка вантажів для 101-ї практично провалилася, 14 транспортних літаків С-47 з 270 було збито, у порівнянні з втратою 7 літаків із 511, що брали участь у доставці планерного десанту до того.